# 船外機

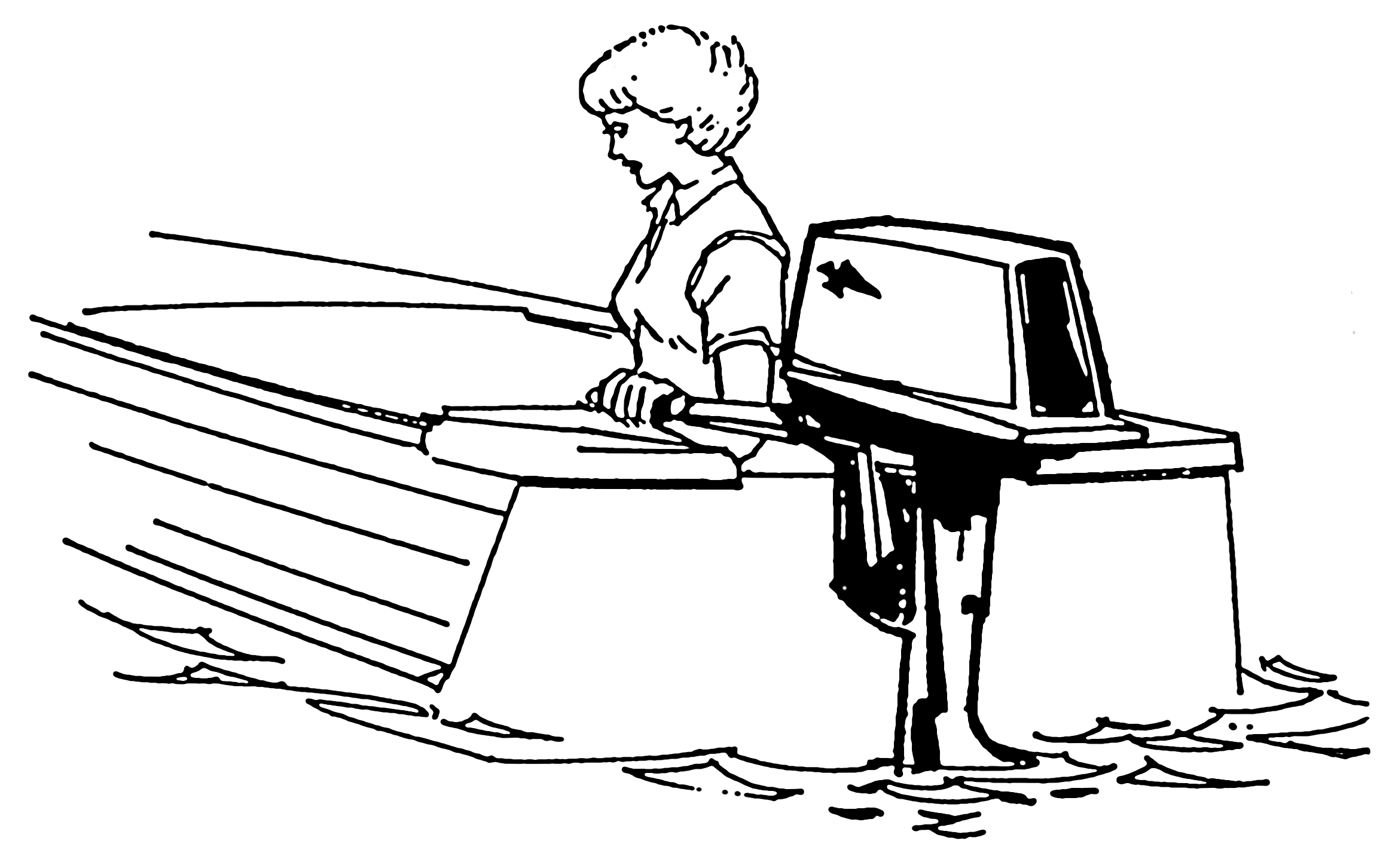
ボートの後部に船外機を装着した状態

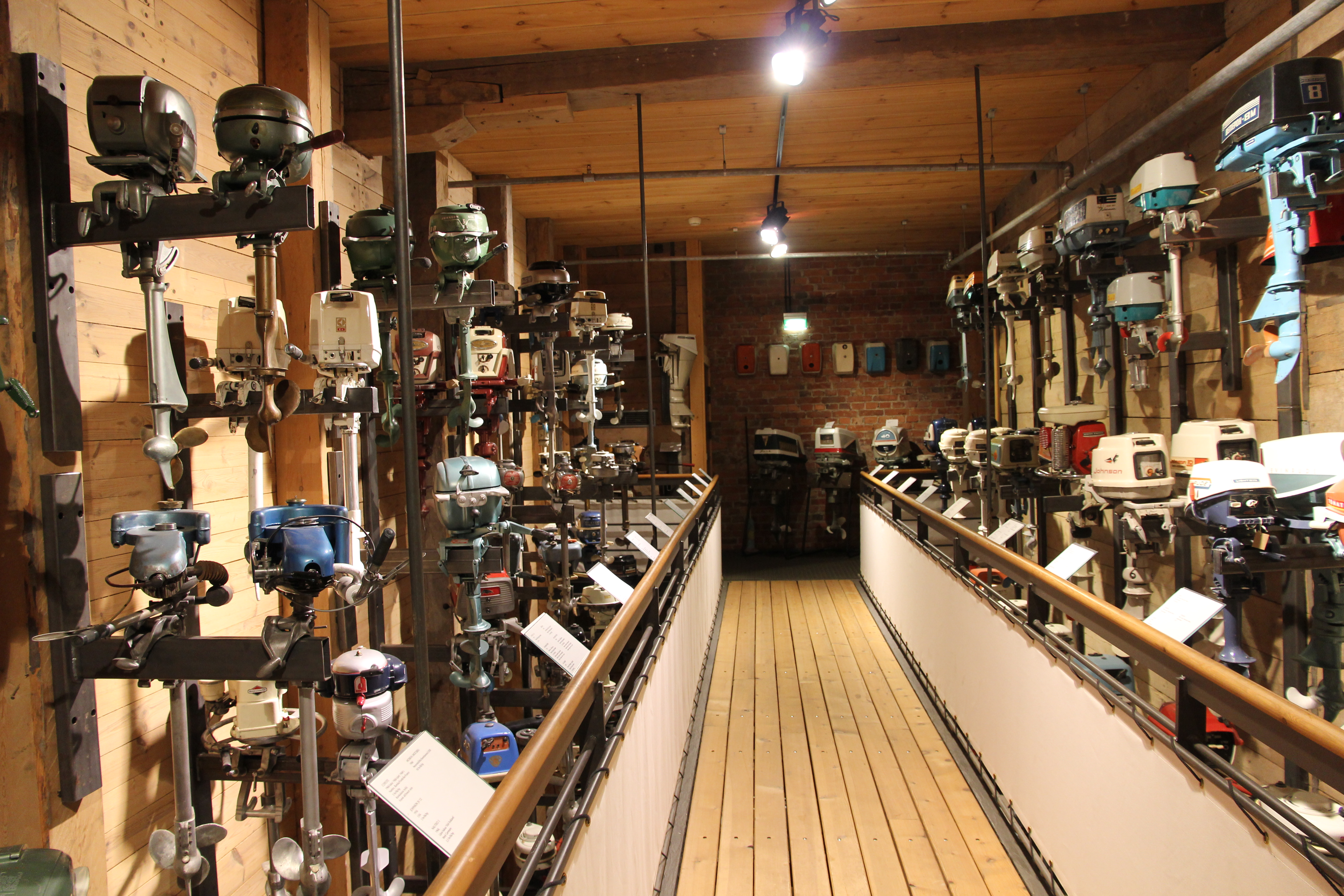
多種多様な船外機の展示

船外機（せんがいき、英: Outboard motor）とは、船に装着する、取り外し可能な推進機関。おもに小型ボートなどに用いられ、駆動装置・かじ・燃料タンクなどが一体となっている。
船内機、船内外機と対比される機械・機構である。比較的小型の船舶において、船体最後尾の船尾板（トランサムボード）の外側に取り付けられる。推進力を生むことが主たる役割ではあるが、多くの場合、船外機自体を左右に振ることができ、舵の役割も同時に果たす。

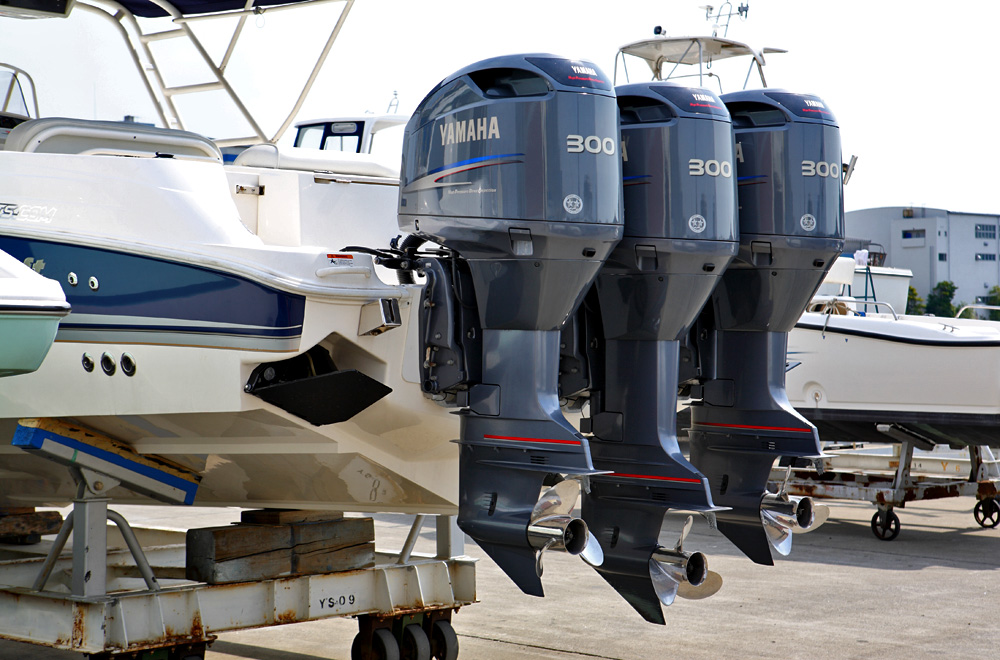
3台並べて装着した例。（3台並べて装着することを「3基掛け」と言う）

多くの場合、一台だけ装着して使う（「単機」と言う）が、1台で足りないほど大きな出力が必要な場合などには、複数台並べて装着する。
以前は2ストロークエンジンが圧倒的に主流だったが、環境汚染の問題や燃費の問題が考慮されるようになり4ストロークエンジンが主流になってきている。
ガソリンを燃料とするものが一般的であるが、一部にディーゼルエンジン式のものもあり、また電動で小型のトローリングモーター（湖での釣り、バス釣り(en:Bass fishing)などで用いられる）も船外機の一種である。

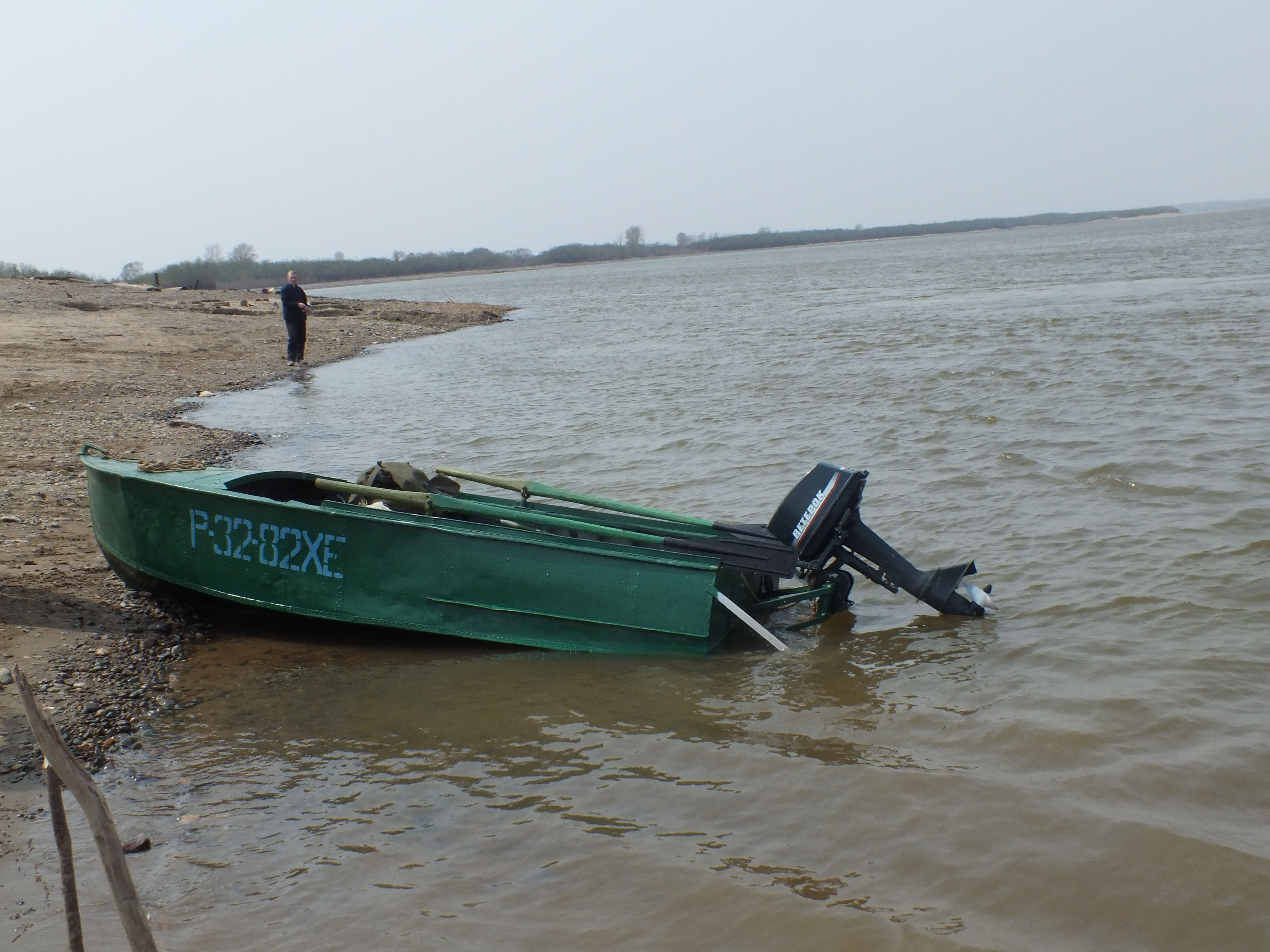
船外機をチルト（跳ね上げ）することで、プロペラを傷めずに舟をビーチング（砂浜へ上陸させる）ことができる。

船外機のメリットとしては、故障した場合やバージョンアップしたい場合などに簡単にとりはずし修理したり交換できること、たいていは「跳ね上げ(チルト)」できスクリューのプロペラを護りつつ浅瀬を進行したり砂浜に上陸できること、船体の外に設置できるので船室内の貴重な空間をエンジンや伝達系に奪われずに済むこと、船体がゆがんだ場合でもプロペラシャフトがゆがむような問題が起きないこと、船室内への浸水（水漏れ）の原因になりにくい、等々である。

## 歴史
知られている中では、最初の船外機は1870年ころにフランスの技術者・発明家のギュスターヴ・トルーヴェによって作られたものであり、小型で5kgほどの重さで電気式のものであった、そして1880年5月に特許が取得された（特許番号136,560）。 その後American Motors Coによってガソリン式の船外機が25台ほど製造された。だがどちらに対しても人々はほとんど興味を示さなかった。
最初の実用的な船外機は1909年にノルウェー系アメリカ人オーレ・エヴィンルード（Ole Evinrude）により開発された。1909年から1912年にかけて、エヴィンルードは数千台の、3馬力の船外機を製造し世界各地で売った。日本では、1956年に東京発動機（現:トーハツ）が初めて量産機を発売した。
歴史的に大抵の船外機は2ストロークエンジンを使用していた。2ストロークエンジンは構造がシンプルで信頼性が高く、コストが低くそして高いパワーウェイトレシオを誇った。特に重量面は非常に重要で、過大な重量は船の操縦性を妨げた。しかしながら高い排出ガス環境基準と燃料コストのために特にローエンド機種において4ストロークエンジンが次第に採用されるようになった。近年、ハイエンド機種では2ストロークのままでガソリン直噴エンジンにすることにより排ガス規制を満たし、燃費経済性との両立を目指したモデルや4ストロークエンジンにおいてはポート燃料噴射装置を使用した大排気量モデルが出現している。
2000年代に入ってから、日本国内市場向けの2ストロークガソリンキャブレター仕様の船外機の製品数は減少してきている。
メーカー別に見てみると、ヤマハ発動機は、高圧気筒内直接噴射方式の2ストローク大排気量船外機を国内市場向けに投入するのを控え、4ストローク船外機に主力を移しつつある。スズキは、国内市場向けには、2ストローク船外機を投入せず、4ストローク船外機のみに絞っている。本田技研工業は、船外機開発の当初から4ストロークのみであった。
トーハツは、大排気量は、2ストローク低圧気筒内直接噴射方式で小排気量は4ストロークで対応している。
2020年代には電動機を使用する船外機も登場している。

## 構造、材質
- 船外機のメカニズムがわかるように一部を切断し展示したもの（ドイツのテクノロジー博物館での展示）
- スズキのDF115の切断展示
- スクリューの手前、回転軸を90度変化させる機構を見せる切断展示

気筒数とシリンダー配置

船外機の外観と各部の名称

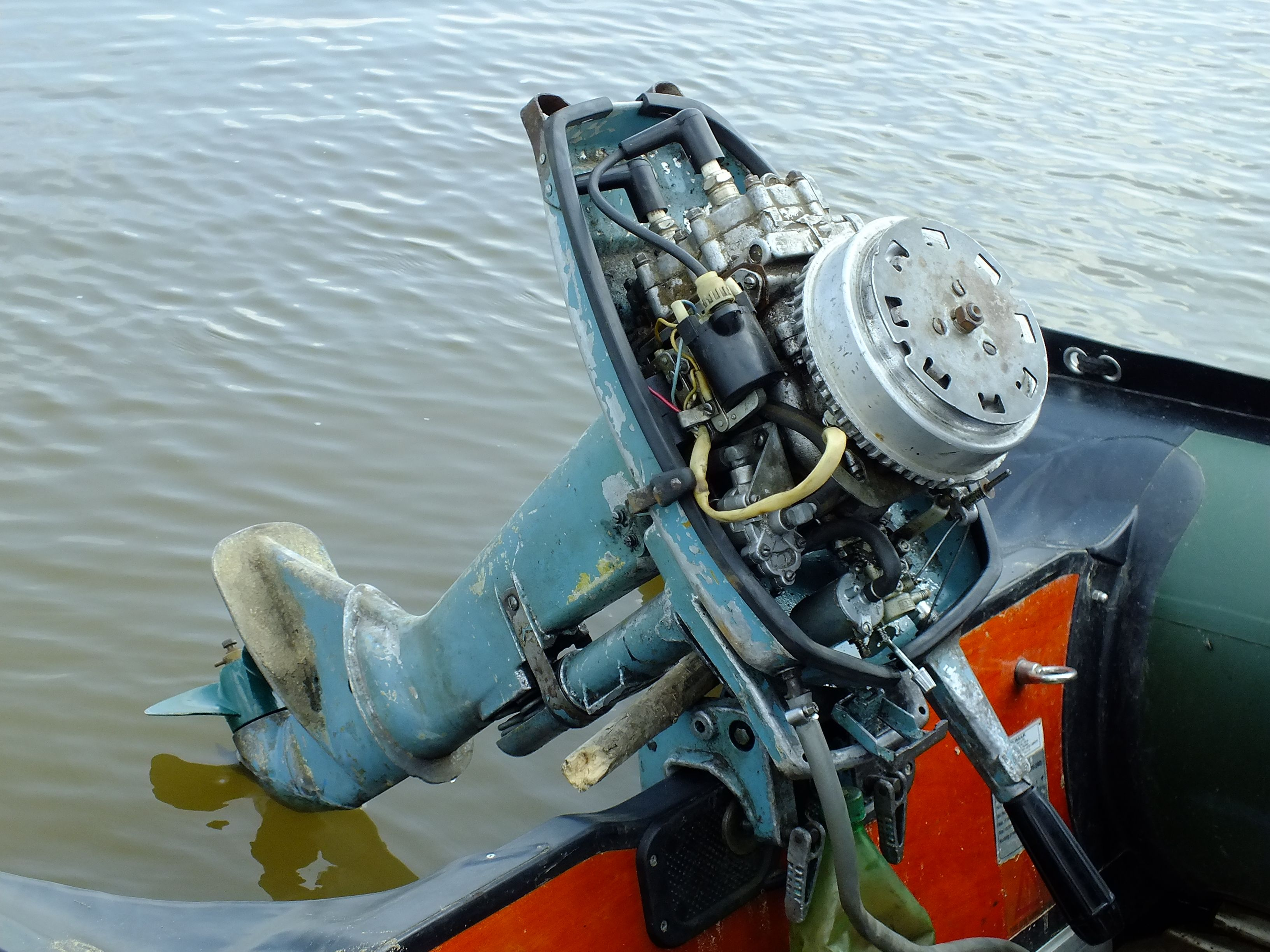
パワーヘッドのフタを開けた状態

概して言えば、小排気量・低出力のものは単気筒、大排気量・高出力のものは多気筒である。一般的には1気筒、2気筒、3気筒、4気筒で、まれに6気筒、ごくまれに8気筒がある。
シリンダー配置は、単気筒をはじめ、直列型（インライン）は2から4気筒、V型では、4気筒と6気筒が一般的であるが、大型モデルの中にはV型8気筒のモデルも存在する。
2ストロークと4ストローク
以前はコンパクトで高出力な2ストロークエンジンが多く用いられていたが、2ストローク式は排出ガスに含まれるオイルが水質汚濁を引き起こし炭化水素の排出も多いので、規制されるようになり、環境により優しい4ストロークエンジンに転換しつつある。（中小型用の船舶用エンジンの大半はインボード・アウトボード問わず冷却用に吸水した海水を排気管から排出するため排水に排出ガスの成分が混ざってしまう。2ストロークガソリンエンジンでも生分解性のオイルを用いることで改善は可能。）特殊ではあるが、ヤンマーが製造している4ストロークディーゼルエンジン、ヤマト発動機が製造している競艇用2ストロークガソリンエンジンを使用しているものがある。
クランクシャフト配置
一般的にクランクシャフトを垂直に配したエンジン（バーチカルクランクシャフトエンジン）が用いられる。まれに水平にセットされるものもある。
冷却機構と排気機構の特徴
船外機はリコイルスターター、またはスターターモーターを配備し、オルタネーター、イグニッションなどがある、という点ではオートバイなどのエンジンとほぼ同じである。だが冷却についてはオートバイのエンジンとはやや異なっていて、ラジエーターは使わずプロペラ付近にある「冷却水取り入れ口」から「インペラ」と呼ばれるいわゆるウォーターポンプで水を吸い上げ、エンジン本体のウォータージャケットを通し、プロペラ中心の排気口から排気ガスと一緒に排出される。また、ジャケット内部に水が正常な循環がなされているか確認できるよう本体上部から冷却水の一部が排出される構造にもなっている。
また排気についても異なり、マフラー（やチャンバー）は存在せず、排気はプロペラ中心の排気管から排出され、触媒などもない。その結果、船外機では排ガスの質のコントロールが難しくなっている。排気管は水中にあるので排気音は抑えられている。
冷却水は船舶が航行している場所の水を直接吸入し、エンジン等を直接冷却し、使用後排出される。ポンプによって連続的に吸入・排出が行なわれ、閉域循環しない。このことはラジエターおよび冷却ファンを不要とし、重量とコストを陸上のエンジンよりも下げることに寄与する。

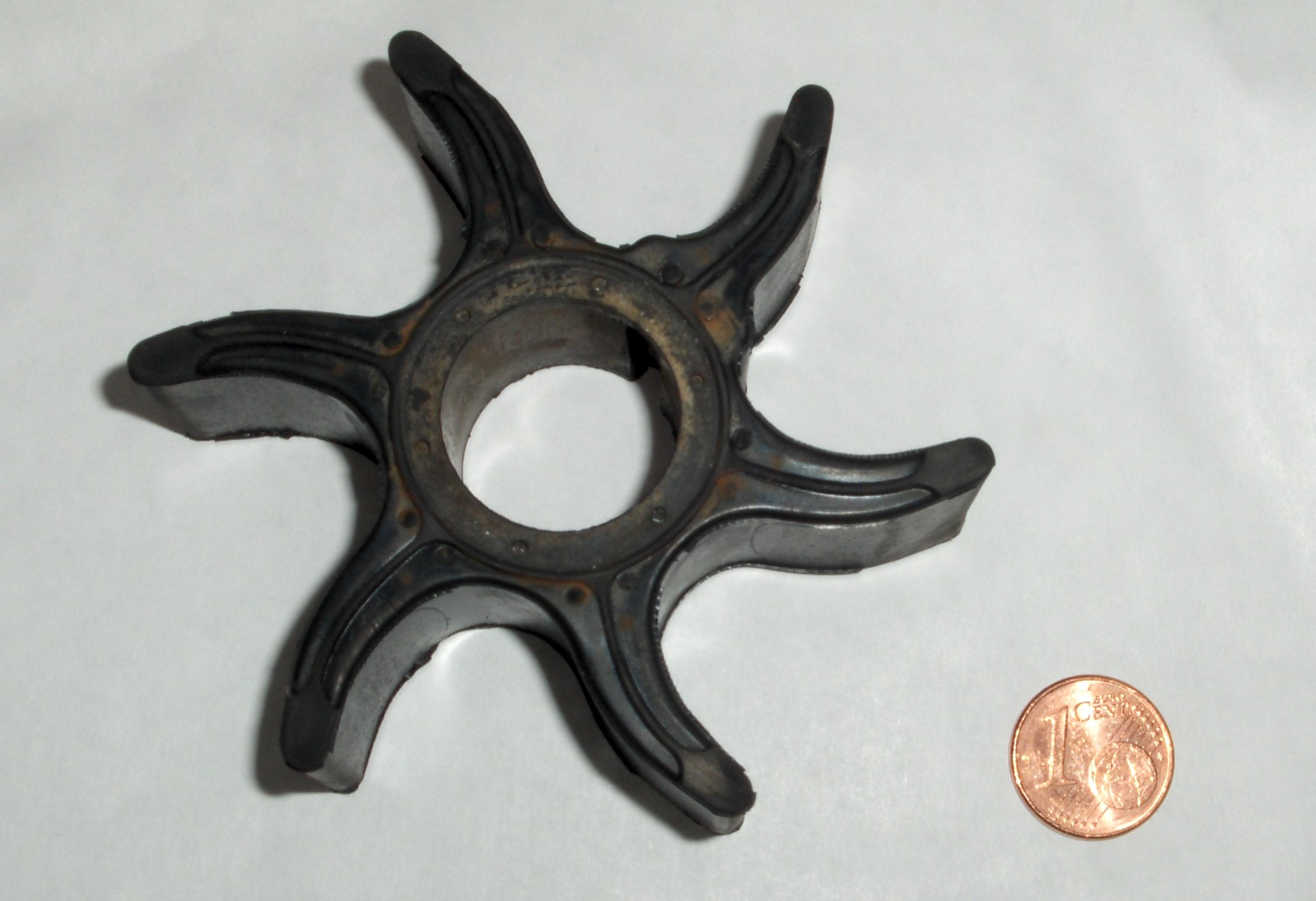
「インペラ」と呼ばれるポンプの部品

前進と後進の切り替えや、出力の調整
一般的には「前進」と「後退」を切り替えられるようになっている。メカニズム的には歯車機構でプロペラの回転方向が切り替わる。小馬力の船外機では「チラーハンドル」といい、エンジン本体から操作棒が出ておりこれで操舵とスロットルコントロールができる。高馬力の船外機では（重量が重く、チラーハンドルでの操舵には相当な腕力が必要なので）、コンソールからワイヤーや油圧システムで操舵しリモコンボックスでスロットルとギア操作を行う仕組みが採用されることが一般的である。
概ね75馬力以上のエンジンではワイヤーや油圧操舵システムを採用することが一般的である。ただし一部のメーカーでは200馬力程度まで対応可能な「パワーアシスト付き」のチラーハンドルを備えた船外機も製造・販売している。
- ワイヤーでコントロールするタイプの船外機の始動と運転の様子

錆対策、腐食対策
船外機は水面で使用され、金属が特に腐食しやすい海水（塩水）中でも使用されるので、錆が発生しにくいことや腐食に強いことが求められ、特に腐食しやすい箇所の材質としてアルミニウムやステンレスなどが用いられる。
プロペラ式とウォータージェット式
推進機構としては、スクリュー式（プロペラ式）が一般的である。
ウォータージェット方式の製品も登場した。ウォータージェット推進方式の船外機の日本国内での販売は2009年12月時点で存在していないが、スクリュープロペラ仕様の船外機をポンプユニットを装備したウォータージェット推進仕様に改造する部品が株式会社石垣より販売されている。
スズキは日本国内で製造するV型６気筒350馬力船外機DF350Aに「スズキ・デュアルプロップシステム」として二重反転プロペラを採用し、標準装備としている。

## ギャラリー

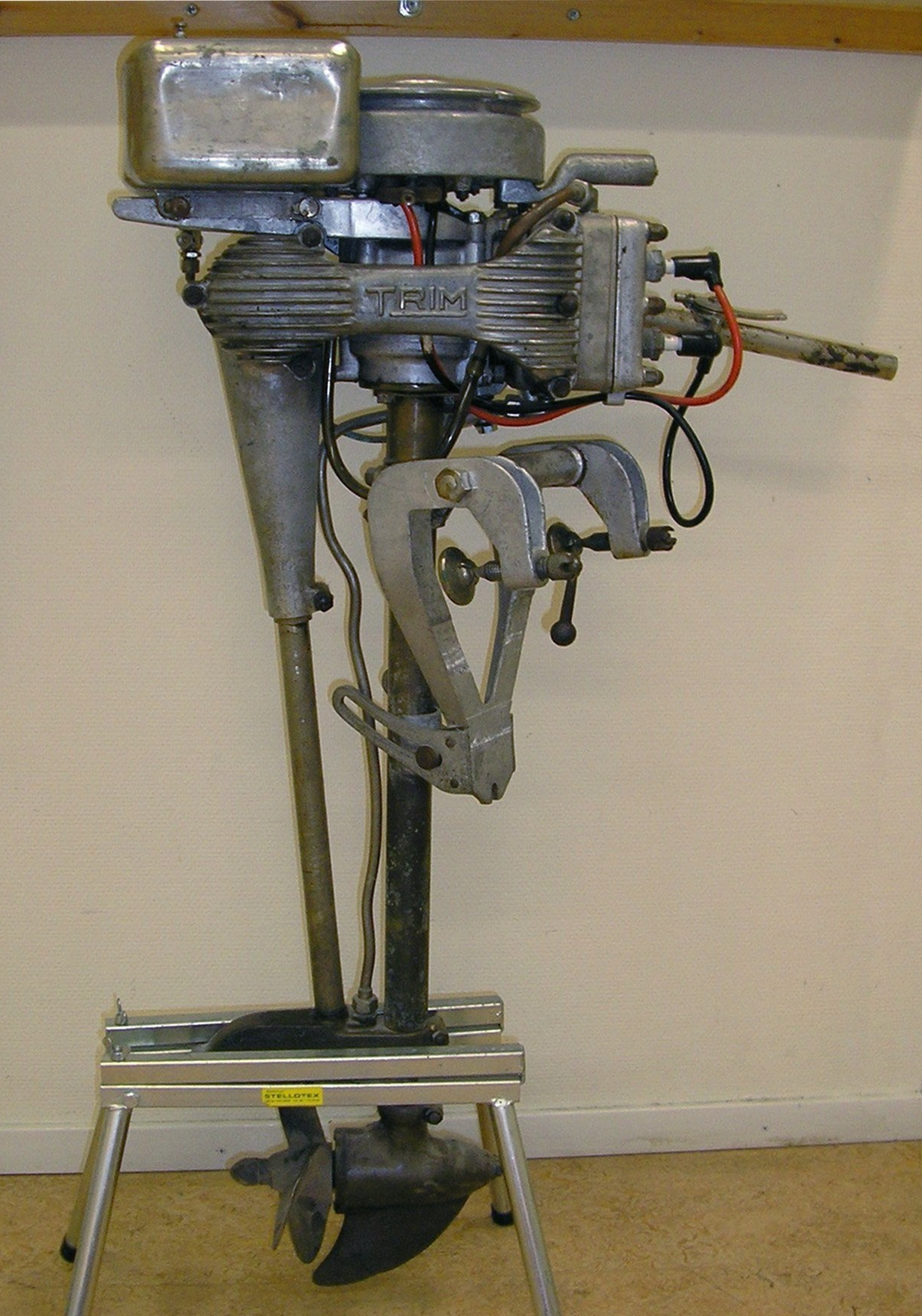
やや古く、小型の船外機
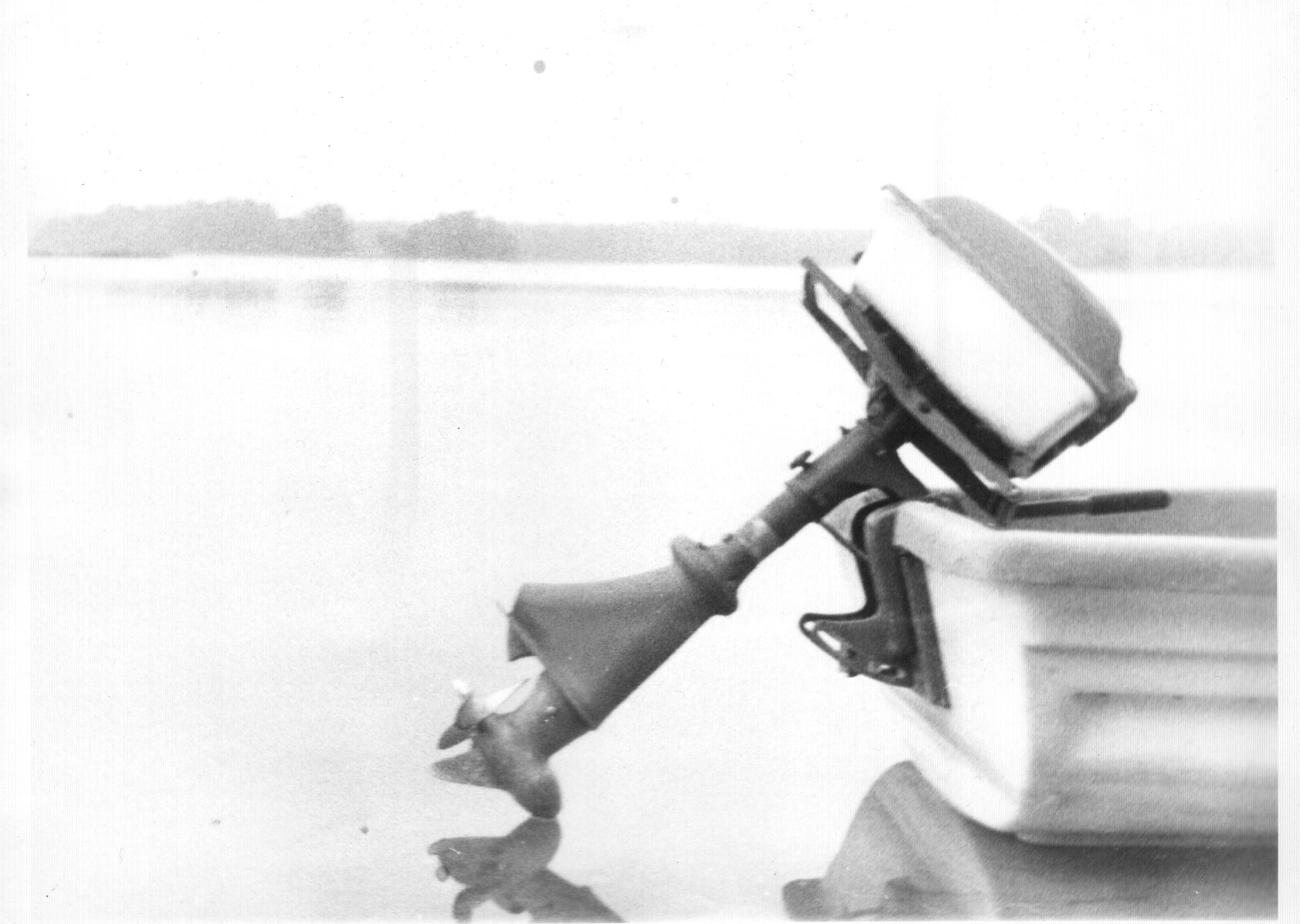
跳ね上げた船外機（1962年）
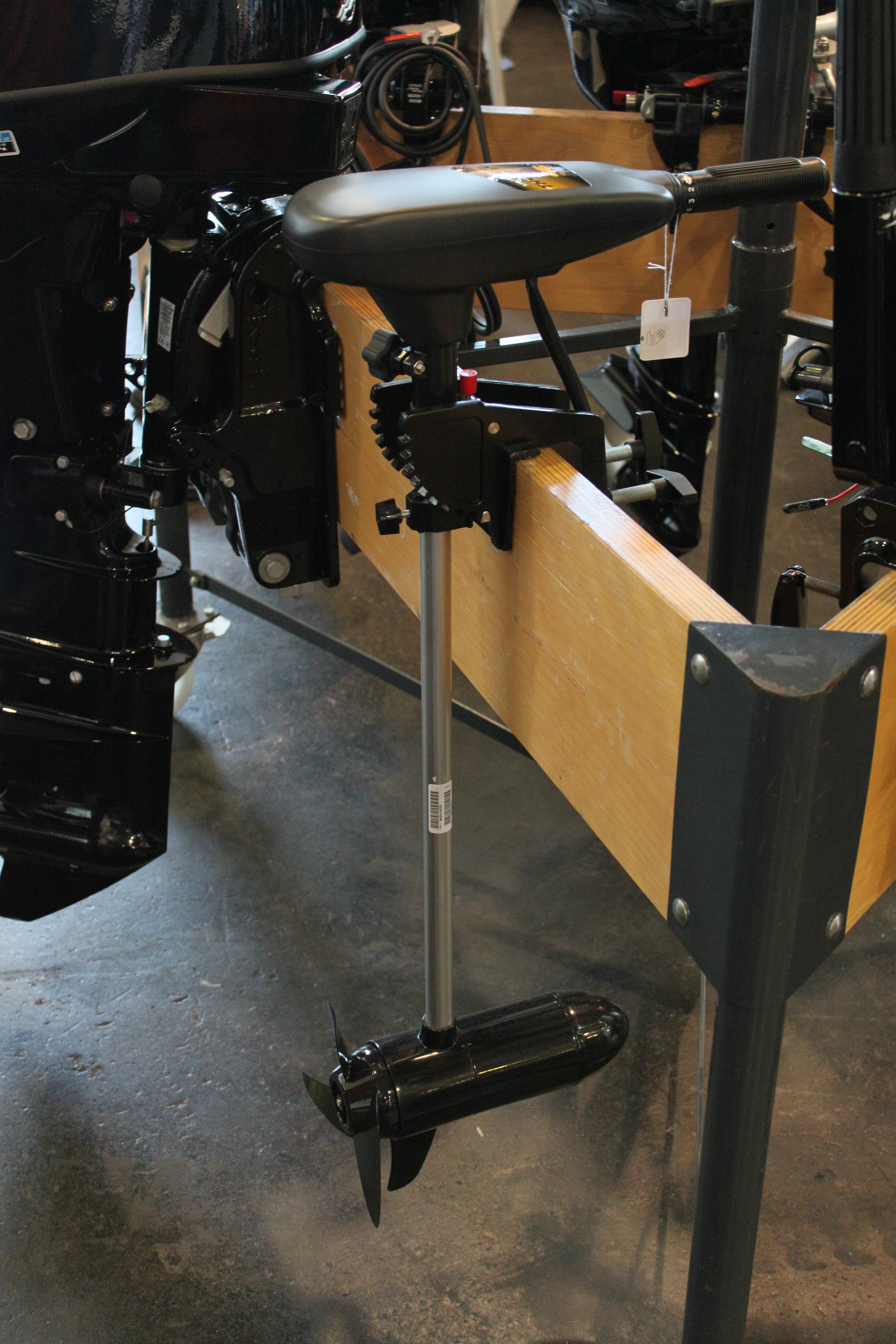
電動式で小型の船外機
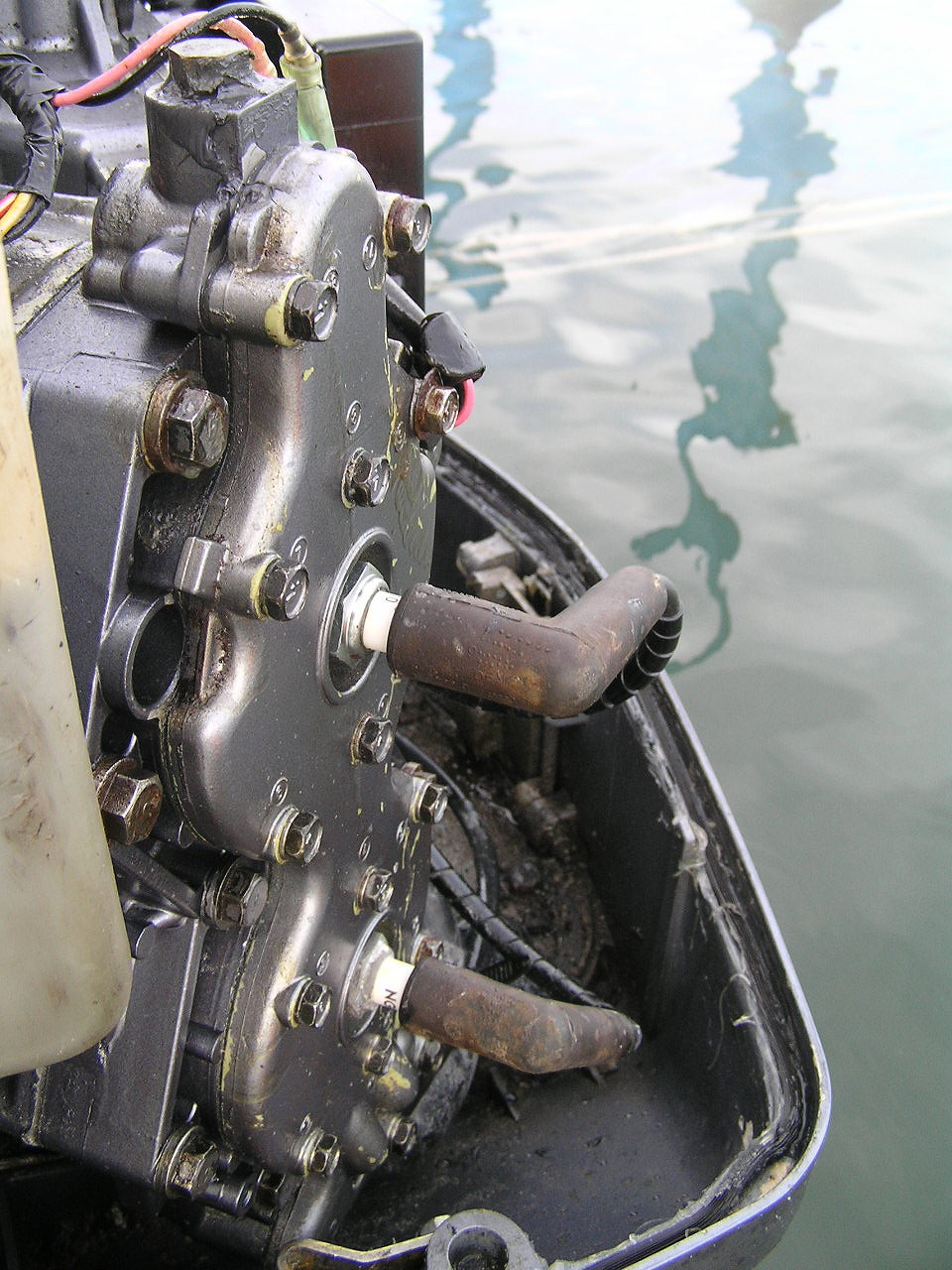
船外機シリンダーヘッドニッサン120ps（2スト）
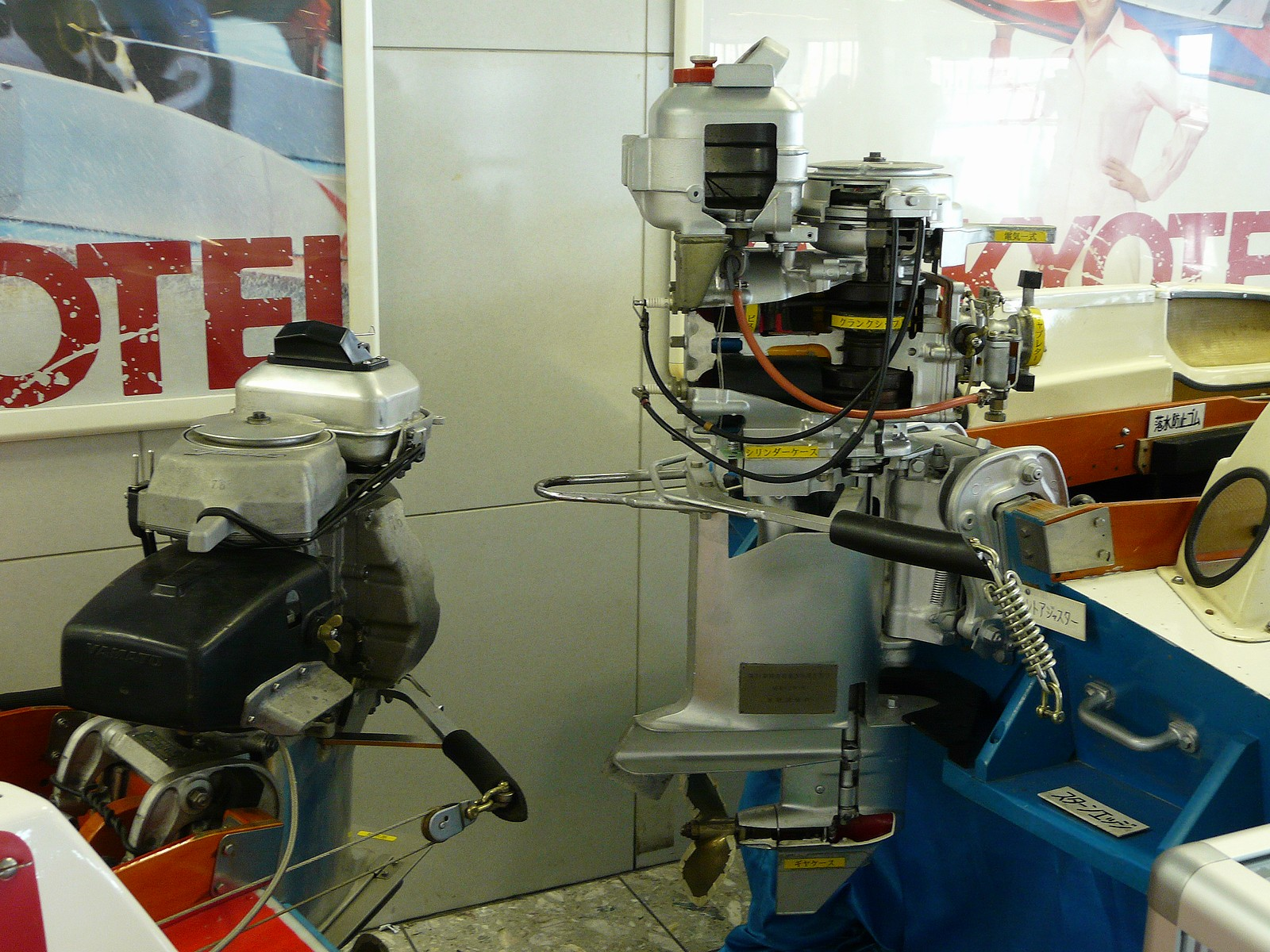
競艇用船外機。これのみ、特に「モーター」と呼ばれる。

## 市場、製造者、シェア
船外機の世界市場の規模は、2020年時点で、およそ91億米ドルだったと推算されている。
メーカー別（ブランド別）の世界シェアを上位から見ると、2014年時点で、ヤマハ発動機が約40%でトップ、米国のマーキュリー・マリーンが約30%で2位、スズキが15%で3位となっている。
製造者一覧
- ヤマハ発動機
- マーキュリー・マリーン
- スズキ
- トーハツ
- 本田技研工業
- ヤンマー
- ヤマト発動機（競艇用のみ）
- ジェイモ
- 日産マリーン - 2016年に販売中止。2022年に解散。
- エヴィンルード / ジョンソン - 2020年5月28日に製造中止。